# Pseudosaga maraisi
Pseudosaga maraisi is een rechtvleugelig insect uit de familie sabelsprinkhanen (Tettigoniidae). De wetenschappelijke naam van deze soort is voor het eerst geldig gepubliceerd in 2003 door Naskrecki.
1. ↑  (en) Pseudosaga maraisi op de IUCN Red List of Threatened Species.